# 루이기주

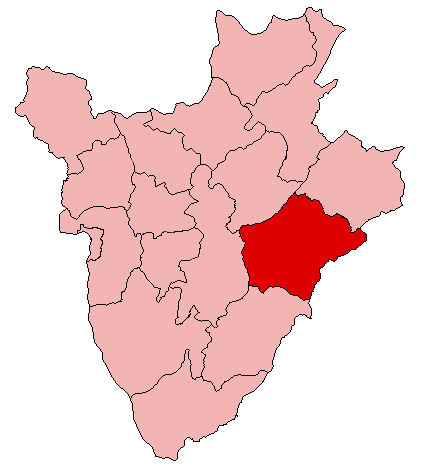
루이기 주의 위치

루이기주(Ruyigi)는 부룬디 동부에 위치한 주로, 주도는 루이기이며 면적은 2,339km2, 인구는 304,567명(1999년 기준)이다. 동쪽으로는 탄자니아 키고마 주, 북쪽으로는 캉쿠조 주, 남쪽으로는 루타나 주, 남서쪽으로는 기테가 주, 북서쪽으로는 카루지 주와 접하며 7개 코뮌(부타간즈와, 부테지, 브웨루, 기수루, 카니냐, 냐비친다, 루이기)을 관할한다.